# Hrvatska na Dječjoj pjesmi Eurovizije
Hrvatska je na Dječjoj pjesmi Eurovizije sudjelovala pet puta, od 2003. do 2006., te 2014. godine. Hrvatska je na natjecanju ostvarila jednu pobjedu, i to na prvoj Dječjoj pjesmi Eurovizije 2003. godine s predstavnikom Dinom Jelusićem i pjesmom "Ti si moja prva ljubav."
Godinu dana nakon, Hrvatsku je predstavljala Nika Turković koja osvaja 3. mjesto s pjesmom "Hej, mali." Nakon Nike, Lorena Jelušić, Dinina sestra, predstavlja Hrvatsku s pjesmom "Rock Baby" te osvaja 12. mjesto. Hrvatska na Dječjem Eurosongu 2006. godine s pjesmom "Lea" osvaja 10. mjesto.
Hrvatska je 2007. godine odustala od Dječje Eurovizije zbog financijskih problema na HRT-u. Nakon sedam godina izbivanja s dječje eurovizijske scene, Hrvatska se vraća na natjecanje 2014. godine s Josie Zec i pjesmom Game over koja je osvojila posljednje mjesto.
U studenom 2024. godine, Tomislav Štengl, voditelj hrvatske eurovizijske delegacije, najavljuje mogući povratak Hrvatske na Dječju pjesmu Eurovizije 2025. te navodi kako bi hrvatski predstavnik mogao biti pobjednik HRT-ove nadolazeće emisije The Voice Kids Hrvatska.

## Predstavnici
| 1 | Prvo mjesto       |
| 2 | Drugo mjesto      |
| 3 | Treće mjesto      |
| ◁ | Posljednje mjesto |

| Godina | Izvođač        | Pjesma                   | Jezik              | Plasman | Bodovi |
| ------ | -------------- | ------------------------ | ------------------ | ------- | ------ |
| 2003.  | Dino Jelusić   | "Ti si moja prva ljubav" | hrvatski           | 1.      | 134    |
| 2004.  | Nika Turković  | "Hej mali"               | hrvatski           | 3.      | 126    |
| 2005.  | Lorena Jelusić | "Rock Baby"              | hrvatski           | 12.     | 36     |
| 2006.  | Mateo Đido     | "Lea"                    | hrvatski           | 10.     | 50     |
| 2014.  | Josie Zec      | "Game Over"              | hrvatski, engleski | ◁16.    | 13     |